# Calamares
Calamares è un framework open source, indipendente e "agnostico" che nasce con lo scopo di offrire un installatore universale, disponibile per qualsiasi distribuzione. È progettato per consentire l'installazione di un sistema operativo Linux su disco.

## Storia
Lo sviluppo di Calamares  è stato avviato nel 2014 ed è attualmente gestito dal team di sviluppatori di Calamares, composto per la maggior parte da sviluppatori KDE. Non ha alcuna associazione esclusiva con alcuna distribuzione Linux.
Calamares infatti non è un progetto KDE, o un progetto KaOS, o un progetto Manjaro, ma è gestito da un gruppo indipendente tramite il suo repository GitHub.
Questo installer è adottato da molte distribuzioni Linux tra cui NixOS, CachyOS, Garuda Linux, Huayra GNU/Linux, Huayra GNU/Linux Manjaro, Netrunner, KaOS, KDE neon, Kubuntu, Lubuntu, Sabayon Linux, Chakra, EndeavourOS, Peppermint OS, Artix Linux, OpenMandriva Lx, Q4OS, dalle immagini "live" di Debian, e da molte altre.

## Configurazione
Calamares è altamente configurabile grazie a un mix di moduli e strumenti integrati. Gli sviluppatori delle varie distribuzioni possono personalizzarlo facilmente con il proprio logo e la propria configurazione.

## Linguaggi di programmazione
Calamares è scritto principalmente in C++17, con il toolkit Qt (5 o 6) come libreria di uso generale e toolkit UI.
Calamares è modulare e utilizza Python quale linguaggio di scripting principale. L'interfaccia Python 3 è implementata con Boost e tutta la configurazione di Calamares è fatta in YAML.